# Giv'at Asaf
Giv'at Asaf (hebrejsky גִּבְעַת אָסָף‎, Asafův kopec) je izraelská osada, tzv. outpost v Samaří.
Nachází se u křižovatky hlavní silnice č. 60 a silnice č. 466, která odsud vede do Bejt Elu. Spadá pod jurisdikci místní rady Bejt El (podle jiných zdrojů pod Oblastní radu Mate Binjamin). Žije zde asi 20 rodin.
Outpost byl založen v květnu 2001 po zavraždění Asafa Herškovice z nedaleké Ofry Araby, ke kterému došlo právě zde. Pojmenován byl proto na jeho památku.
Severně odsud přes hlavní silnici u vesnice Deir Dibwan se nachází archeologické naleziště biblického města Aj.